# 고치현 제1구
고치현 제1구(高知県 第1区)는 일본의 중의원 선거구이다. 1994년 공직선거법으로 신설되었다.

## 지역
- 고치시 일부
- 무로토시
- 아키시
- 난코쿠시
- 고난시
- 가미시
- 아키 군
- 나가오카군
- 도사군